# Puchar Islandii w piłce nożnej (1967)
Puchar Islandii w piłce nożnej mężczyzn 1967 – 8. edycja rozgrywek mających na celu wyłonienie zdobywcy Pucharu Islandii. Tytułu broniła drużyna KR. Na każdym etapie pucharu rozgrywany był jeden mecz pomiędzy zespołami. Mecz finałowy odbył się na stadionie Melavöllur w Reykjavíku, gdzie puchar wywalczyła drużyna KR.

## Pierwsza runda
W pierwszej rundzie udział wzięły dwa zespoły.
| 10 sierpnia 1967 | Týr | 6:1Raport | Þór Akureyri | Vestmannaeyjavöllur, Vestmannaeyjar |
|                  |     |           |              |                                     |

## Druga runda
W drugiej rundzie do zwycięzcy poprzedniej rundy, Týr, dołączyło piętnaście zespołów, w tym osiem zespołów rezerw i pięć zespołów z 2. deild.
| 29 lipca 1967 | Akraness B | 3:2Raport | Keflavík B | Akranesvöllur, Akranes |
|               |            |           |            |                        |

| 1 sierpnia 1967 | Selfoss | 1:0Raport | Víkingur Reykjavík B | Melavöllur, Reykjavík |
|                 |         |           |                      |                       |

| 2 sierpnia 1967 | FH | 6:1Raport | Þróttur Reykjavík B | Hvaleyrarholtsvöllur, Hafnarfjörður |
|                 |    |           |                     |                                     |

| 2 sierpnia 1967 | Víkingur Reykjavík | 3:2Raport | Breiðablik | Melavöllur, Reykjavík |
|                 |                    |           |            |                       |

| 3 sierpnia 1967 | Þróttur Reykjavík | 3:2Raport | Fram B | Melavöllur, Reykjavík |
|                 |                   |           |        |                       |

| 10 sierpnia 1967 | Haukar | 3:2Raport | Valur B | Hvaleyrarholtsvöllur, Hafnarfjörður |
|                  |        |           |         |                                     |

| 13 sierpnia 1967 | KR B | 3:2Raport | ÍBA Akureyri B | Melavöllur, Reykjavík |
|                  |      |           |                |                       |

| 17 sierpnia 1967 | Týr | 6:5Raport | ÍB Ísafjörður | Ísafjarðarvöllur, Ísafjörður |
|                  |     |           |               |                              |

## Trzecia runda
W trzeciej rundzie rozegrane zostały cztery mecze pomiędzy zwycięzcami drugiej rundy.
| 24 sierpnia 1967 | KR B | 3:1Raport | Selfoss | Selfossvöllur, Selfoss |
|                  |      |           |         |                        |

| 2 września 1967 | Týr | 6:6Raport | FH | Vestmannaeyjavöllur, Vestmannaeyjar |
|                 |     |           |    |                                     |

| 3 września 1967 | Víkingur Reykjavík | 3:2Raport | Haukar | Melavöllur, Reykjavík |
|                 |                    |           |        |                       |

| 7 września 1967 | Akraness B | 3:2Raport | Þróttur Reykjavík | Melavöllur, Reykjavík |
|                 |            |           |                   |                       |

## Czwarta runda
W czwartej rundzie rozegrane zostały dwa mecze pomiędzy zwycięzcami trzeciej rundy.
| 16 września 1967 | Akraness B | 1:0Raport | Týr | Akranesvöllur, Akranes |
|                  |            |           |     |                        |

| 19 września 1967 | Víkingur Reykjavík | 5:5Raport | KR B | Melavöllur, Reykjavík |
|                  |                    |           |      |                       |

## Piąta runda
W piątej rundzie do zwycięzców poprzedniej rundy dołączyło sześć zespołów reprezentujących 1. deild islandzką w sezonie 1967 – KR, Fram, Valur, ÍBA Akureyri, Keflavík oraz Akraness.
| 23 września 1967 | Víkingur Reykjavík | 3:2Raport | Akraness B | Akranesvöllur, Akranes |
|                  |                    |           |            |                        |

| 30 września 1967 | Fram | 6:6Raport | ÍBA Akureyri | Akureyrarvöllur, Akureyri |
|                  |      |           |              |                           |

| 1 października 1967 | KR | 2:1Raport | Keflavík | Melavöllur, Reykjavík |
|                     |    |           |          |                       |

| 8 października 1967 | Akraness | 3:2Raport | Valur | Melavöllur, Reykjavík |
|                     |          |           |       |                       |

## Półfinał
Do półfinału awansowali zwycięzcy meczów piątej rundy, wśród których tylko Víkingur Reykjavík nie reprezentował 1. deild.
| 7 października 1967 | Fram | 3:3Raport | KR | Melavöllur, Reykjavík |
|                     |      |           |    |                       |

| 14 października 1967 | Víkingur Reykjavík | 2:1Raport | Akraness | Melavöllur, Reykjavík |
|                      |                    |           |          |                       |

### Powtórki
W meczu półfinałowym pomiędzy zespołami KR oraz Fram padł remis, w związku z czym 15 października 1967 roku rozegrany został dodatkowy mecz rozstrzygający o awansie do finału.
| 15 października 1967 | KR | 1:0Raport | Fram | Melavöllur, Reykjavík |
|                      |    |           |      |                       |

## Finał
Mecz finałowy został rozegrany 21 października 1967 roku na stadionie Melavöllur w Reykjavíku. W spotkaniu udział wzięły drużyny KR oraz Víkingur Reykjavík. Mecz zakończył się zwycięstwem 3:0 pierwszej z tych drużyn. W rezultacie KR otrzymał tytuł zdobywcy Pucharu Islandii i uzyskał kwalifikację do Pucharu Zdobywców Pucharów.
| 21 października 1967 | KR | 3:0Raport | Víkingur Reykjavík | Melavöllur, Reykjavík |
|                      |    |           |                    |                       |